# Carex toroensis
Carex toroensis är en halvgräsart som beskrevs av Gerald A. Wheeler. Carex toroensis ingår i släktet starrar, och familjen halvgräs. Inga underarter finns listade i Catalogue of Life.